# St. Margareta (Brühl)

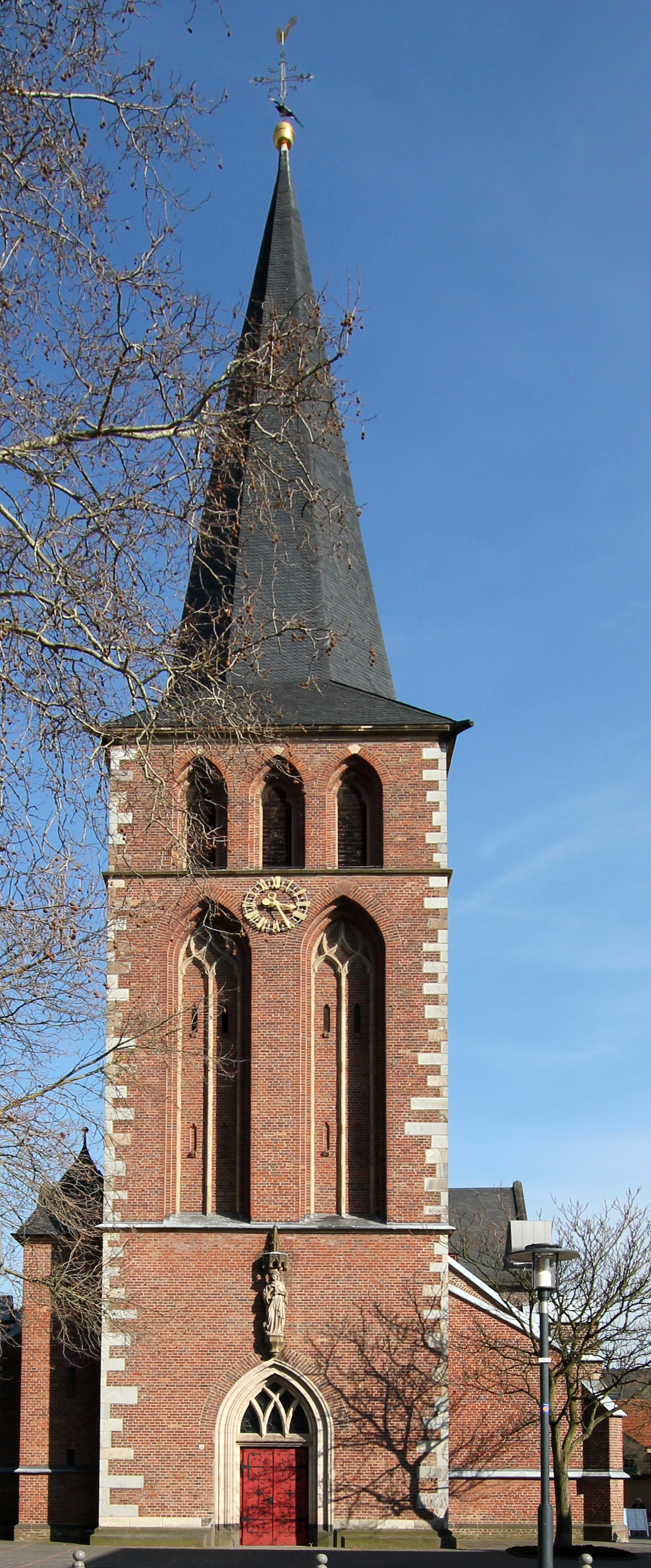
St. Margareta

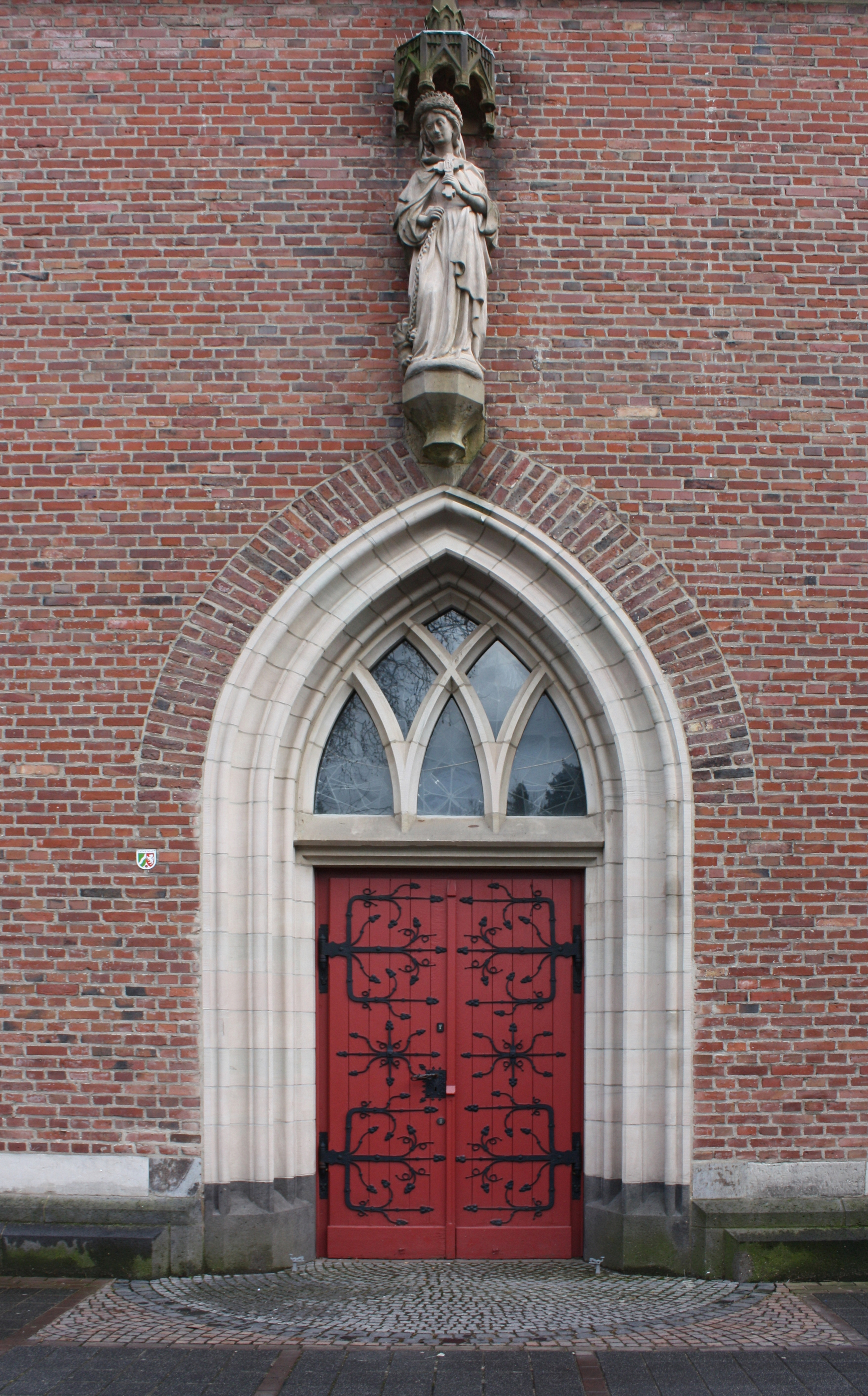
Westportal

St. Margareta ist eine denkmalgeschützte römisch-katholische Pfarrkirche in der Stadt Brühl im Rhein-Erft-Kreis in Nordrhein-Westfalen. Sie gehört zum Seelsorgebereich Brühl im Kreisdekanat Rhein-Erft-Kreis (Erzbistum Köln).

## Lage
Die Kirche befindet sich nordöstlich des Stadtzentrums und dort unmittelbar an der östlich der Wallstraße, die in diesem Bereich von Norden kommend in südlicher Richtung verläuft. Der Straßenname weist auf die historische Stadtbefestigung hin, die nach der Stadtwerdung entstand. Westlich hiervon – und damit außerhalb der damaligen Stadt – liegt der Alte Friedhof, auf dem jedoch erst ab 1828 die Toten bestattet wurden.

## Geschichte
Die Ursprünge der katholischen Pfarrkirche St. Margareta reichen zurück bis in das dritte und vierte Jahrzehnt des 14. Jahrhunderts. Sie wurde als Nachfolgebau einer zu klein gewordenen Kapelle unter dem Erzbischof Walram von Jülich aus Sandstein errichtet. Die vier westlichen Joche des Kirchenschiffs stammen noch aus dieser Zeit und schlossen ursprünglich mit einem Chor mit Fünfachtelschluss ab. Der Kirchturm wurde 1735 erhöht und mit einem neuen Turmhelm versehen. Das fünfte Joch, das Querhaus und der Chor entstanden im Zuge einer zwischen 1885 und 1887 vorgenommenen östlichen Erweiterung des Langhauses, die nach Plänen des Kölner Architekten und Diözesanbaumeisters Vincenz Statz erfolgte. Grund hierfür war der enorme Bevölkerungszuwachs durch die Industrialisierung in Brühl. Er ließ den ursprünglichen Chor abreißen und erneuerte im Zuge der Baumaßnahmen auch die Strebepfeiler am Langhaus. Um den Obergaden statisch abzufangen, kamen Strebebögen zum Einsatz. Bei der Erweiterung kam im Sepulcrum des ehemaligen Hochaltars ein Siegel zum Vorschein, mit dem die Erbauung unter Walram von Jülich bestätigt werden konnte. Der die Kirche umgebende Raum war dabei im Westen durch die Wallstraße und im Osten durch den Ippenbach begrenzt. Zwischen 1903 und 1905 wurde der ursprünglich schlicht gehaltene Westturm nach Plänen von Alfred Tepe erneuert.
Während des Zweiten Weltkriegs mussten zwei Glocken von 1512 und 1785 abgegeben werden. Nur die Margaretenglocke von 1512 blieb erhalten. 1955 erhielt die Kirche zwei neue Glocken.
Der Innenraum wurde von 1958 bis 1962 umfassend renoviert. Der Chor wurde tiefergelegt, Fußboden, Wand- und Gewölbeputz erneuert. Dabei entdeckten Arbeiter, die im Jahr 1960 einen Schacht für einen Heizkanal anlegten, neben Gräbern und Grüften auch ältere Fundamente, die auf einen Kirchenbau mit halbrundem Choransatz hindeuteten. Es ist möglich, dass es sich dabei um den oben genannten Vorgängerbau handelt. An der Nordseite wurde die Sakristei und die Windfänge an den Eingängen des Seitenschiffs erneuert. Zwischen 1988 und 1994 erwiesen sich weitere Restaurationsmaßnahmen als notwendig. Bei allen Erweiterungen und Restaurierungen wurde streng darauf geachtet, das einheitliche gotische, bzw. neugotische Erscheinungsbild zu wahren.

## Architektur
Das Bauwerk entstand im Wesentlichen aus Mauerstein. Der zweijochige Chor ist eingezogen und besitzt einen Fünfachtelschluss. An jeder Ecke befindet sich in zweifach getreppter Strebepfeiler, dazwischen spitzbogige Fenster mit Nonnenköpfen und einem darüber angeordneten Vierpass. An der Nord- und Südseite ist je ein kleiner, rechteckiger und flachgeschossiger Nebenchor mit Treppentürmen, der an der Nordseite durch eine rechteckige Sakristei ergänzt wird.
Das Langhaus hat einen rechteckigen Grundriss, der durch ein Querhaus in Form einer zweischiffigen Halle erweitert wurde. Die Seitenwände werden ebenfalls mit Strebepfeilern stabilisiert, die in Strebebögen übergehen, um den Obergaden statisch abzufangen. Der Kirchturm besitzt einen quadratischen Grundriss, der zur Hälfte jedoch durch ein Seitenschiffjoch erweitert wurde. Der Zugang erfolgt von Westen über ein spitzbogenförmiges Portal mit Maßwerk, Oberhalb sind zwei große und ebenfalls spitzbogenförmige Blenden, darüber mittig eine Turmuhr. Darüber erhebt sich das Glockengeschoss mit drei ebenfalls spitzbogenförmigen Klangarkaden an jeder Seite. Der Turmhelm ist geknickt und schließt mit Turmkugel und Kreuz ab.

## Innenausstattung

### Kanzel

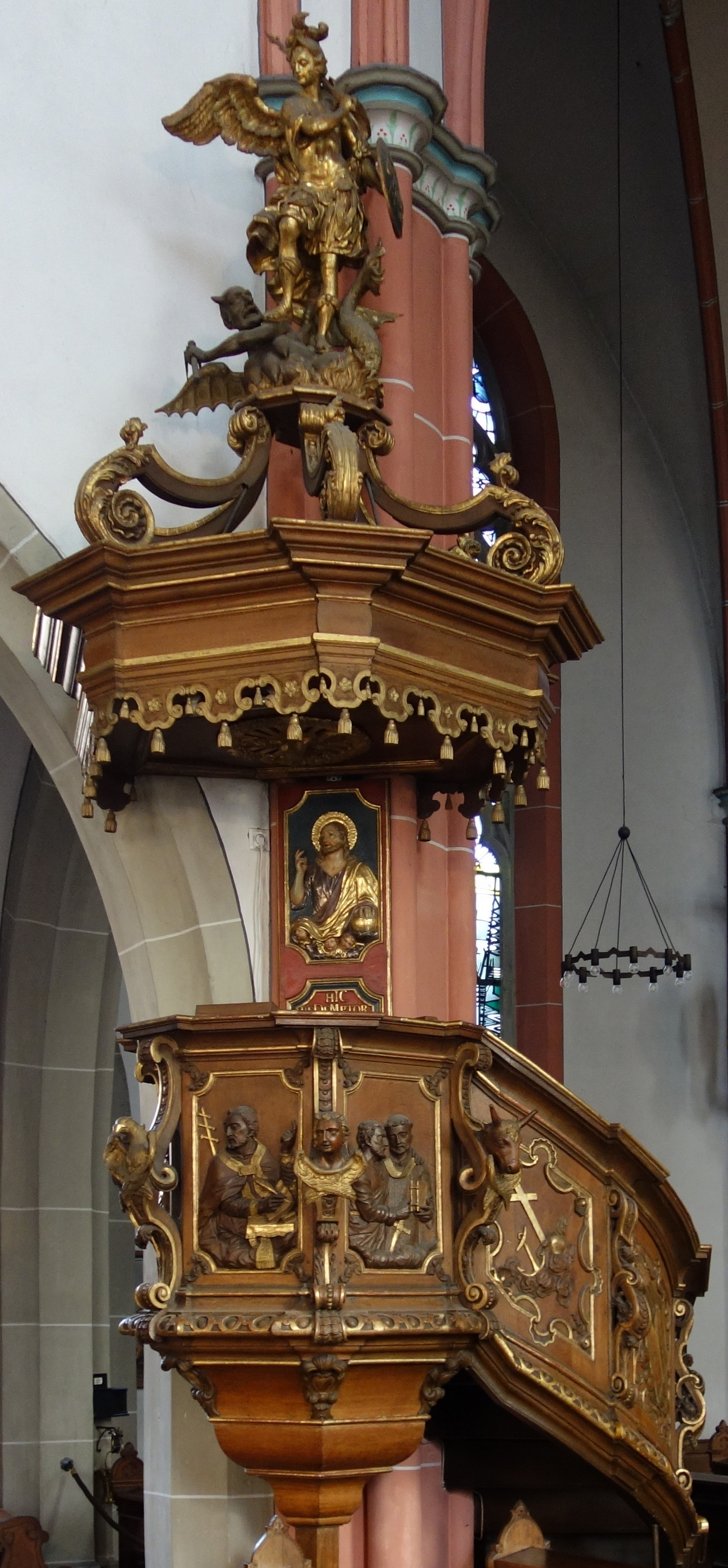
Kanzel

Die barocke, aus Eichenholz hergestellte Kanzel war eine Auftragsarbeit des Hofbildhauers Kirchhoff, die 1752 in Auftrag gegeben und ein Jahr später fertiggestellt worden war. Von den Gesamtkosten in Höhe von 330 Reichstalern und 80 Albus übernahm Clemens August 156 Reichstaler, weitere 52 Reichstaler stiftete Johann Jakob Freiherr von Waldbott Herr zu Bornheim. Der Obriststallmeister Freiherr Ignatz Felix von Roll gab 51 Reichstaler und 40 Albus. Der Hofvergolder Schmitz aus Bonn nutzte seinen Honorarbetrag von 100 Reichstalern, um eine Stiftung für ein Seelenamt für seine verstorbene Frau an der Kirche einzurichten. Die Kanzel war ursprünglich größer, wurde aber beim Erweiterungsbau der Kirche Ende des 19. Jahrhunderts reduziert. Der ursprünglich vierseitige Kanzelkorb ruht auf einem schlichten Fuß. Er verbreitert sich nach oben, geht in Vouten über, die in den Ecken des Korbes vollplastische Evangelistensymbole zeigen. Seitlich sind mit Augustinus von Hippo und Gregor zwei der vier lateinische Kirchenväter angebracht. Die Figur des Ambrosius von Mailand wurde durch die Apostel Simon Petrus und Paulus von Tarsus ersetzt, der vierte Kirchenvater (Hieronymus) demontiert, damit die Kanzel an einem Pfeiler aufgebaut werden konnte. Den Treppenaufgang schmückt eine leere Weltkugel als Symbol für das Chaos vor der Schöpfung. Es folgen zwei aufeinandergelegte Bücher, die als Sinnbild des göttlichen Schöpfungsplanes angesehen werden können, sowie die Gesetzestafeln Mose, gefolgt von Anker, Kreuz und flammendem Herz als Symbol für die göttlichen Tugenden. Zwischen Pfeiler und Kanzel wurde eine Rückwand angebracht, die ein halbfigürliches Relief des Salvator mundi und die Inschrift „Hic Redemptor Ac Legifer Nobis (=1753)“ (Das ist unser Erlöser und Gesetzgeber) zeigt. Oberhalb ist ein reichlich verzierter Schalldeckel, darüber eine vergoldete Holzskulptur des Erzengels Michael, der mit einem Drachen kämpft. Er hält in der einen Hand ein Schwert und in der anderen ein Schild mit einer Waage und der Aufschrift „QVIS VT DEVS“ als Hinweis auf seine Funktion als Seelenwäger am Tag es Jüngsten Gerichts. Experten halten das Werk für eines der am besten erhaltenen Plastiken der kurkölnischen Hofkunst.

### Nebenchor und Taufkapelle
- Im südlichen Nebenchor ist eine Anbetungskapelle eingerichtet, in der ein barockes Altarretabel steht. Es handelt sich um ein Tabernakel des ehemaligen Hochaltars, den Leopold Radoux d. J. im Jahr 1778 schuf. Das hölzerne Werk ist in Weiß und Gold gefasst, ca. 220 cm hoch und ca. 170 cm breit. Das Expositorium besitzt ein neu gefasstes Gitter; es wird von zwei betenden Engeln begleitet, die auf Vouten sitzen. Die Tür des Tabernakels ist mit Weintrauben und Ähren verziert; oberhalb ist ein Pelikan, der seinen Nachwuchs versorgt. Die Ornamentik entspricht laut Experten den Zierschnitzereien im Großen Neuen Appartements des Schloss Augustusburg, die teilweise ebenfalls von Radoux stammen.

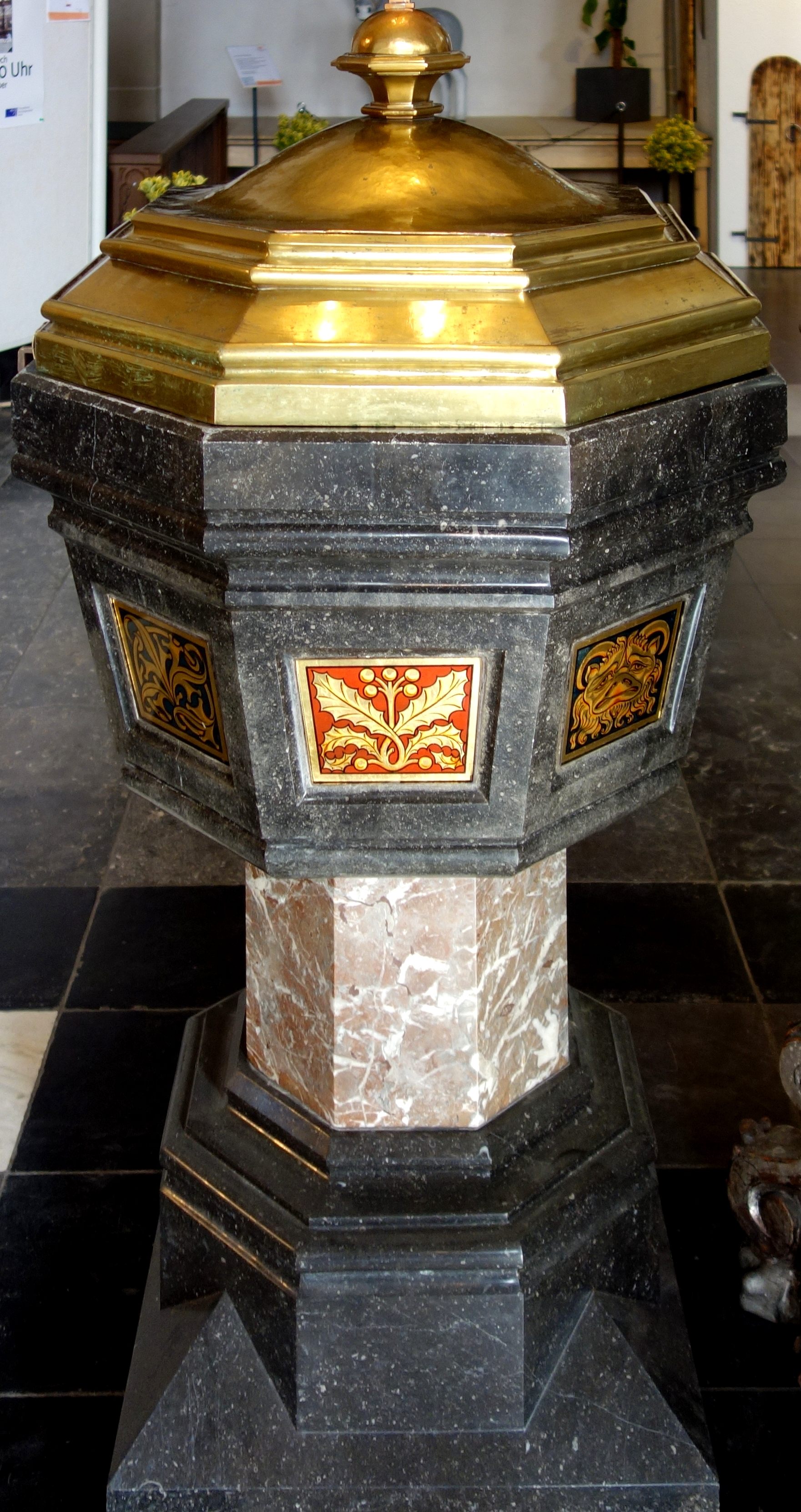
Taufstein

- In der Taufkapelle befindet sich eine Fünte auf einem achteckigen Sockel aus rotem Marmor. Sie besteht aus einem becherförmigen Becken, der aus schwarzem Marmor gefertigt und mit ornamentalen Hinterglaseinlagen verziert wurde. Der Taufstein hat – ohne Messingdeckel – eine Höhe von 90 cm und wurde Ende des 19. Jahrhunderts hergestellt. Neben der Fünte befindet sich in der Taufkapelle vor einer hochrechteckigen Nische ein Eisengitter, das vermutlich von einem ehemaligen Sakramentshäusen stammt. Es ist 70 cm hoch und 43 cm breit und in einem profilierten, gestrichenem Steinrahmen gefasst, der aus Trachyt gefertigt sein könnte. Die Taufkapelle wird von einer hölzernen, 79 cm hohen Balustrade begrenzt, die zu einer früheren Zeit Teil einer Kommunionbank war. Sie wurde von einem Meister Christian hergestellt, der 1705 für sein Werk bezahlt worden war. In der Taufkapelle befindet sich weiterhin eine Skulptur, die Johannes den Täufer zeigt. Sie ist aus Holz in Weiß und Gold gearbeitet, 106 cm hoch und stammt aus der ersten Hälfte des 18. Jahrhunderts. Die Arbeit könnte im süddeutschen Raum entstanden sein.

### Weitere Kirchenausstattung
- Zwei hölzerne Tafelbilder im Chorraum mit Szenen aus der Passion Jesu stammen vermutlich vom selben Meister aus der Zeit um 1510 und kamen vermutlich Anfang des 18. Jahrhunderts aus St. Kunibert in Köln nach Brühl. Im Wallraf-Richartz-Museum & Fondation Corboud erfolgte 1951ff eine Restaurierung. Das eine Gemälde trägt den Titel Ecce homo und ist 199 cm hoch und 179 cm breit. Es zeigt Jesus Christus, der hinter einer Brüstung in der Öffentlichkeit vorgeführt wird. Im Vordergrund ist ein angebundener Affe zu sehen, eine Anlehnung an den Kupferstich Maria mit der Meerkatze von Albrecht Dürer. Das zweite Werk trägt den Titel Kreuzigung und ist ebenfalls 199 cm hoch, aber nur 170 cm breit. Es zeigt die Kreuzigungsgruppe vor einer hügeligen Landschaft. Vor dem Kreuz befinden sich einige Reiter, darunter auch Longinus. Links im Bild sind die drei frommen Frauen, Johannes und Maria abgebildet, in der Mitte das Wappen des Stifters.
- Ein Gemälde aus dem 18. Jahrhundert mit einer Darstellung der Kirchenpatronin Margareta hängt im südlichen Seitenchor. Es ist rund 270 cm hoch und ca. 140 cm breit und befand sich zu einer früheren Zeit im Hochaltar des Hofbildhauers Radoux, der ausweislich einer Rechnung im Pfarrarchiv im Jahr 1778 für sein Werk bezahlt wurde. Es ist allerdings unklar, ob er das Gemälde nur lieferte, oder auch der Maler ist. Das Werk wurde 1951 restauriert und zeigt Maria, die im erhobenen rechten Arm ein Kreuz hält und zum Himmel zu einem hellen Licht blickt. Zu ihren Füßen liegt der niedergerungene und mit einer Kette gefesselte Teufel in Drachengestalt. Zwei Engelsputten mit Ruhmeskranz und Märtyrerpalme zieren den linken unteren Bildrand, weitere Engelsköpfe sind um und über Maria platziert.
- In der Sakristei befindet sich das Ölgemälde Wahre Bildnisse, das Jesus Christus und Maria zeigt. Das 47,5 cm breite und 38 cm hohe Gemälde hing zuvor unter der Orgelbühne und stammt vermutlich aus dem 18. Jahrhundert. Um das Christusbild befindet sich die Inschrift: „IMAGO SALVATORIS NOSTRI IESV CHRISTI AD IMITATIONEM EIVS QVAM MISIT ABAGARO QVAE ROMAE HABETVR IN MONSTERIO SANCTI SILVESTRI“ und soll damit das authentische Antlitz von Jesus Christus entsprechend dem Abgar-Bild darstellen, das sich in der Cappella Redemptoris Mater in Vatikanstadt befindet. Um Maria ist die Inschrift angebracht: „IMAGO BEATAE MARIAE VIRGINIS AD IMITATIONEM EIVS QVAM DEPINXIT BEATVS LVCAS QVAE ROMAE HABETVR IN TEMPLO SANCTAE MARIAE MAIORIS“. Damit soll an ein Bildnis in Santa Maria Maggiore erinnert werden, dass angeblich der Heilige Lukas gemalt haben soll.  Dort gibt es jedoch kein vergleichbares Gemälde.
- Vierzehn Kreuzwegstationen, jeweils Gemälde auf Holz mit einer Höhe von 99 cm und einer Breite von 84,5 cm, die um 1895 von Friedrich Wilhelm Mengelberg stammen.
- Im nördlichen Seitenschiff befindet sich ein Marmor-Epitaph von 1733 für den Freiherrn Johann Baptist von Roll.
- Eine 91 m hohe Statue aus Trachyt zeigt die Madonna mit Kind. Das rheinische Werk entstand um 1450 und zeigt die bekrönte Maria in einem fülligen Mantel; auf dem rechten Arm hält sie das Jesuskind. Es befand sich zuvor im 1686 erbauten Wachlokal der Kurfürsten, dem späteren Rathaus. In der Französischen Revolution wurde die Statue versteckt und erst Mitte des 19. Jahrhunderts wiedergefunden. Es handelt sich um ein Geschenk, das 1934 an die Kirche kam und zuletzt 1965 restauriert wurde.
- Ein Hochrelief in einem rechteckigen Gehäuse trägt den Titel Ohnmacht Mariens unter dem Kreuze und stammt aus der Zeit um 1500. Das Werk ist 79 cm hoch und 57,5 cm breit und war vermutlich zu einer früheren Zeit in einem anderen Werk verbaut. Experten vermuten, dass das mit Akanthus verzierte Gehäuse für das Relief neu angefertigt wurde.
- Eine Schnitzskulptur zeigt Christophorus, der das Christuskind trägt. Die Figur ist 127 cm hoch und entstand um 1500 vermutlich in der Region Südniederlande.
- Eine weitere Skulptur zeigt den Hl. Sebastian, der mit seiner erhobenen Rechten an einen Baum gefesselt ist. Die Figur ist 88 cm hoch und stammt aus der ersten Hälfte des 16. Jahrhunderts, die hölzerne Konsole aus der Mitte des 18. Jahrhunderts.
- In der Turmhalle steht eine Kreuzigungsgruppe aus Holz mit einem 113 cm hohen Korpus und 93 cm hohen Assistenzfiguren. Es war ursprünglich an der Außenwand der Kirche angebracht und besaß eine lateinische Inschrift, die jedoch verloren ging. Eine überlieferte Übersetzung lautet: „Nachdem Joseph Clemens 1714 von Baden zurückgekehrt, wurde dieses Kreuz überbracht“ und weist auf ein Geschenk des Kurfürsten nach seiner Rückkehr aus dem Spanischen Erbfolgekrieg hin.
- Im nördlichen Seitenschiff befindet sich in einer Wandnische ein Vesperbild aus der Mitte des 18. Jahrhunderts. Es zeigt den toten Christus auf dem Schoß Marias.
- Die weitere Ausstattung des Kircheninneren stammt zum größten Teil aus der Barockzeit. Zu der älteren Ausstattung gehören unter anderem der um 1500 entstandene hölzerne Ursulaschrein, das Ölgemälde Schmerzensmann und Pilatus, Reliquiare aus dem frühen 16. Jahrhundert, ein Triumphkreuz von 1714 im nördlichen Seitenschiff, der Orgelprospekt um 1730 sowie zwei Beichtstühle aus naturfarbenem Eichenholz. Sie sind rund 315 cm hoch und ca. 280 cm breit und stammen aus der Werkstatt des Schreinermeisters Clemens Schütz, der hierfür 1787 insgesamt 30 Kronentaler erhielt. Das Mittelteil ist geschwungen, die Seiten und der Aufsatz mit je einer Voute verziert und als Abschluss mit einem Kreuz geschmückt. Das Chorgestühl besteht ebenfalls aus Eichenholz und besteht aus je einer Reihe mit vier Sitzen, die an der Nord- und Südwand aufgestellt sind. Das Möbelstück stammt aus dem 16./17. Jahrhundert und ist 257 cm lang, 107 cm hoch und 46 cm tief. Eine volkstümliche Arbeit ist die Himmelfahrt Mariens, die im 18. Jahrhundert entstand. Die rund 100 cm große Skulptur aus Holz zeigt Maria auf einer Wolke emporschwebend. Ebenfalls auf Holz stammt eine weitere Skulptur der Heiligen Anna, die ebenfalls im 18. Jahrhundert entstand, aber nur 88 cm groß ist. Sie hält in ihrer Linken ein aufgeschlagenes Buch und deutet mit ihrer rechten Hand eine Unterweisung an. Vermutlich gehörte hierzu noch Maria als Kind. Das Werk befand sich zu einem früheren Zeitpunkt im Pfarrgarten in Meschenich. Rund 115 cm hoch ist eine Skulptur des Heiligen Josef mit Jesuskind, die ebenfalls im 18. Jahrhundert entstand. Sie steht auf einer Konsole aus der Zeit um 1630. Zwei Leuchterengel sind je rund 50 cm hoch, stammen aus dem süddeutschen Raum und wurden ebenfalls im 18. Jahrhundert angefertigt. Zum Großteil aus der Erweiterungsphase in den 1880er Jahren stammt der neugotische Hochaltar, der 1996 wiedererrichtet wurde. Ebenfalls aus dem späten 19. Jahrhundert ist eine Jakobusstatue, die erst 2011 nach längerer Lagerung im Pfarrhaus in der Kirche aufgestellt wurde.[3][4][5]

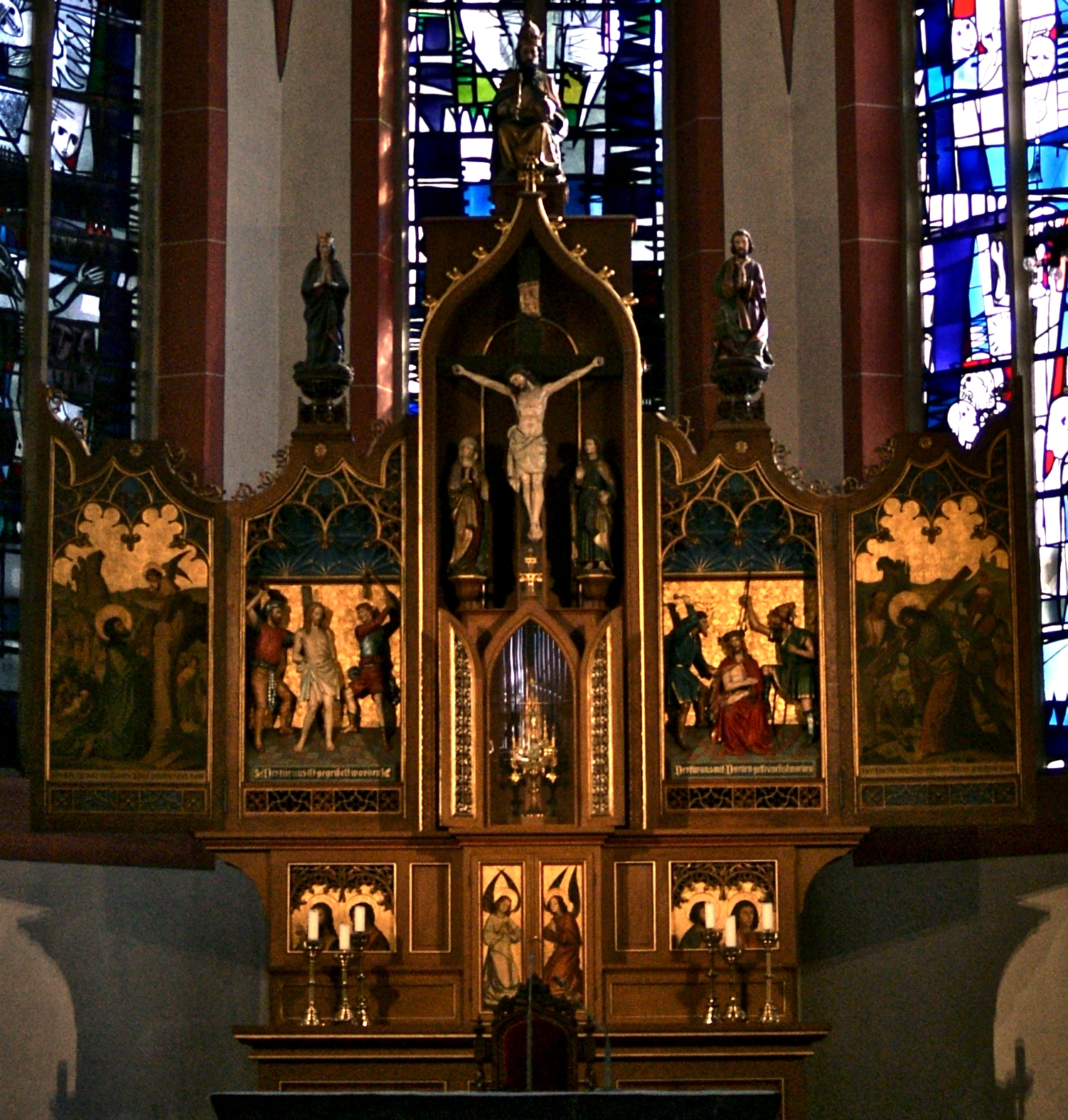
Hochaltar
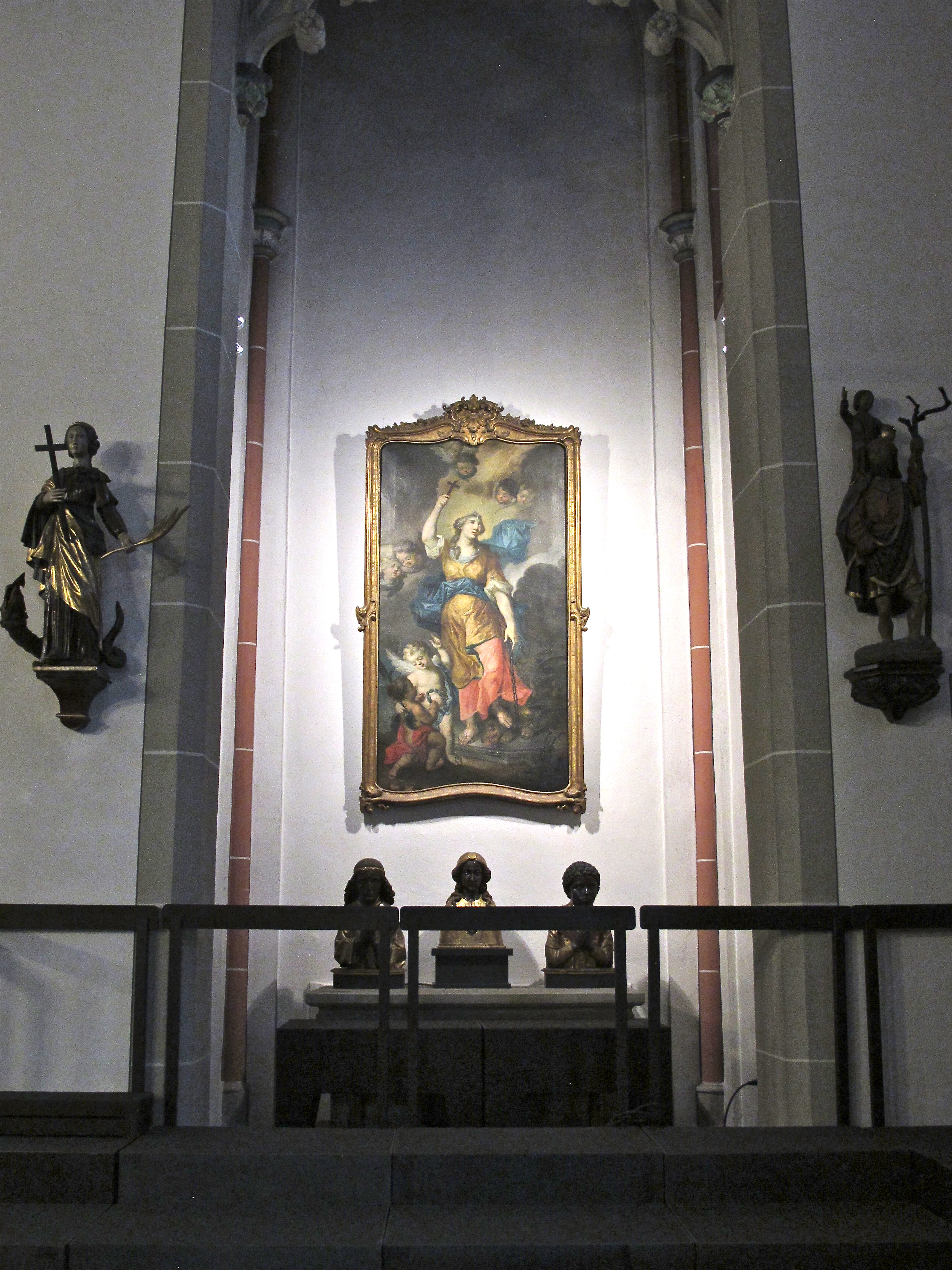
Heilige Margareta
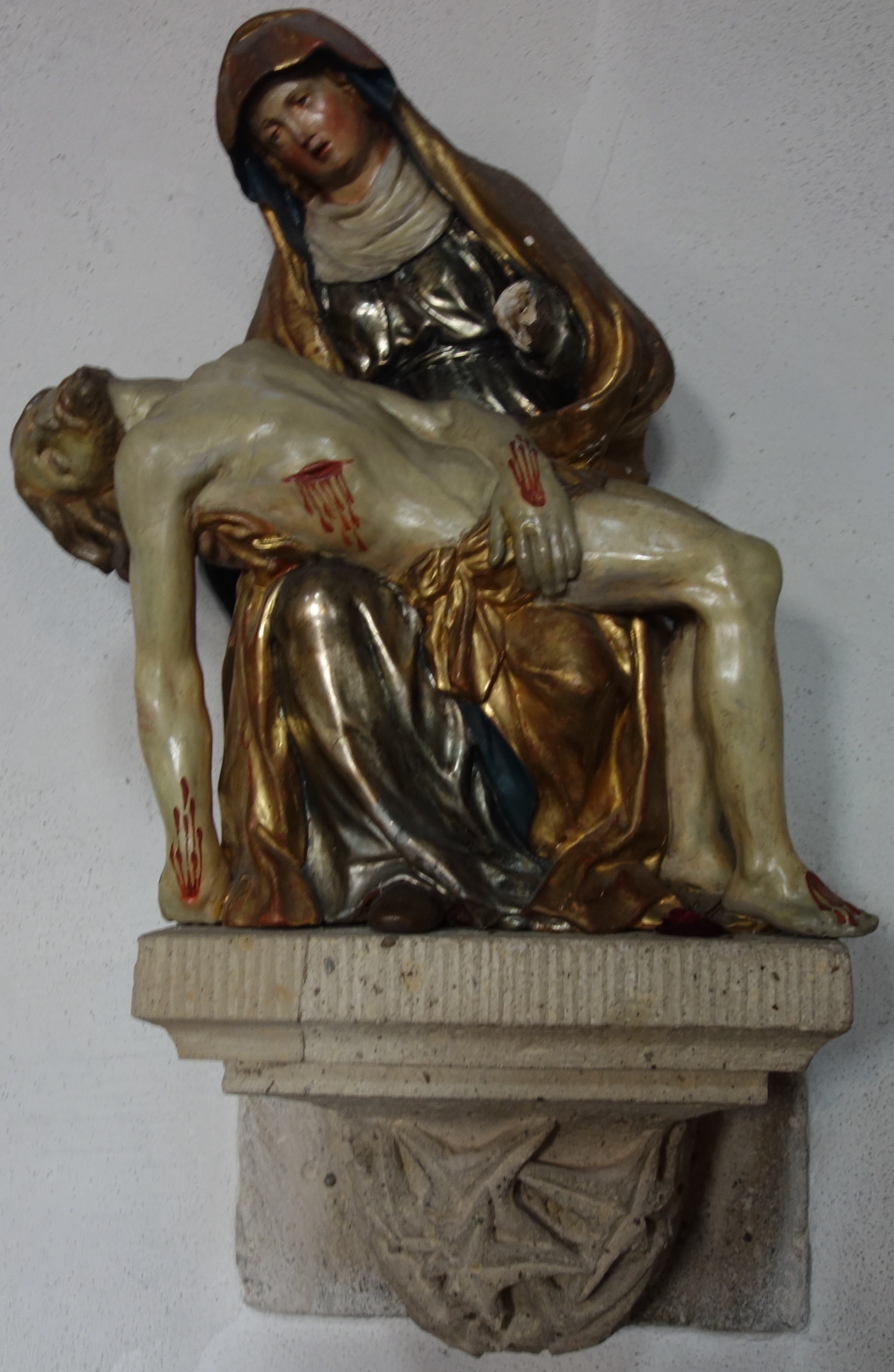
Pietà
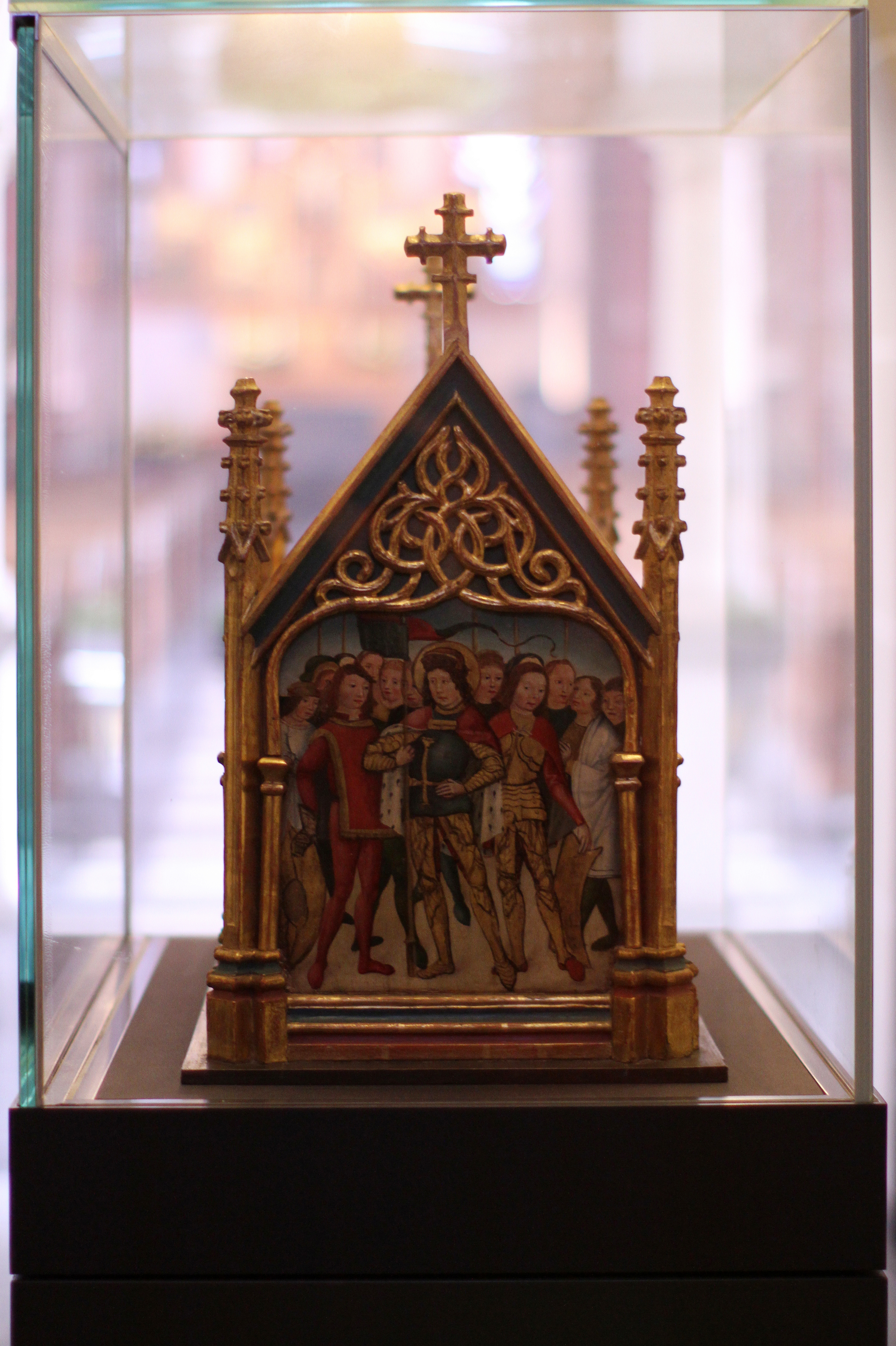
Ursulaschrein
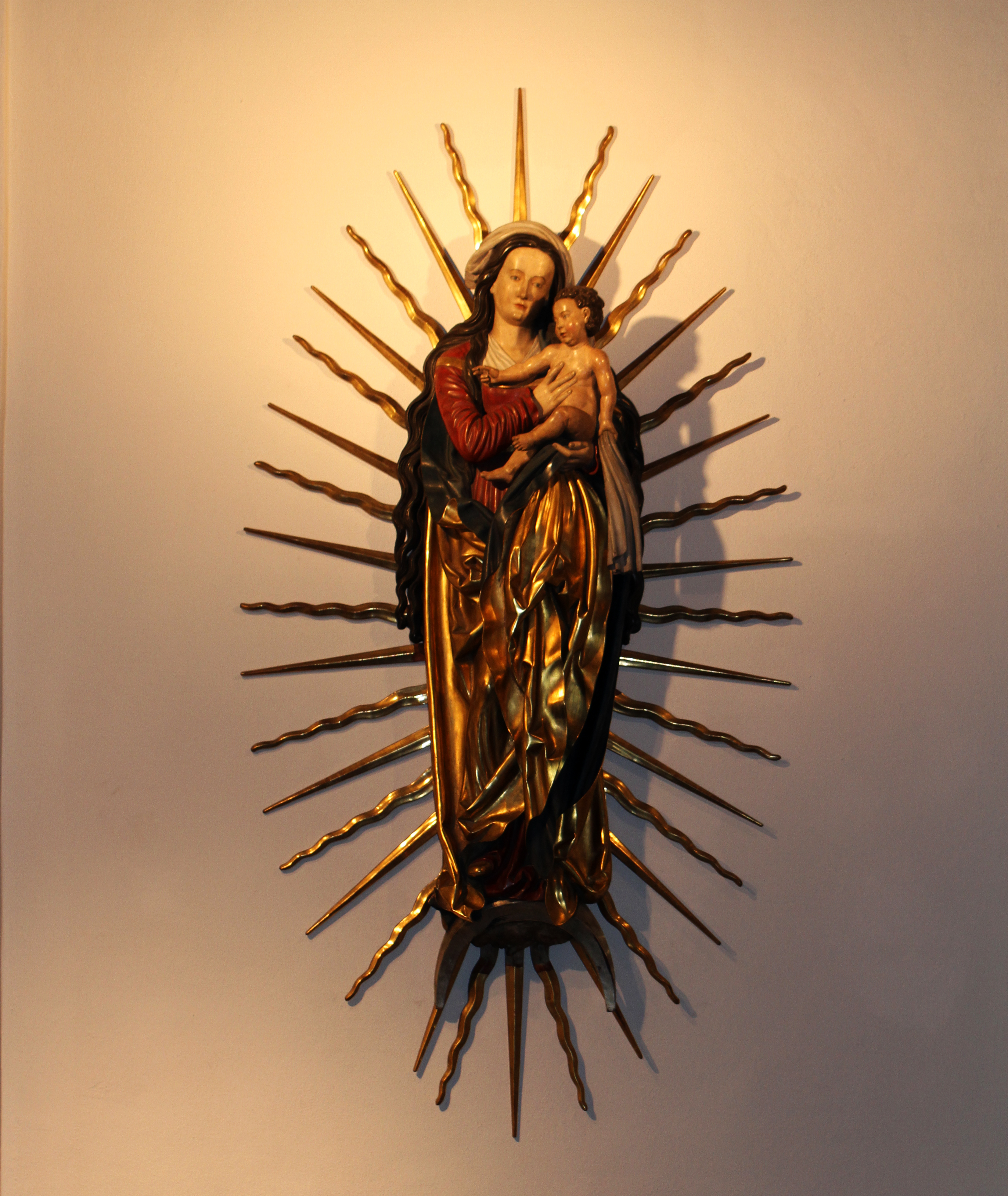
Madonna im Strahlenkranz
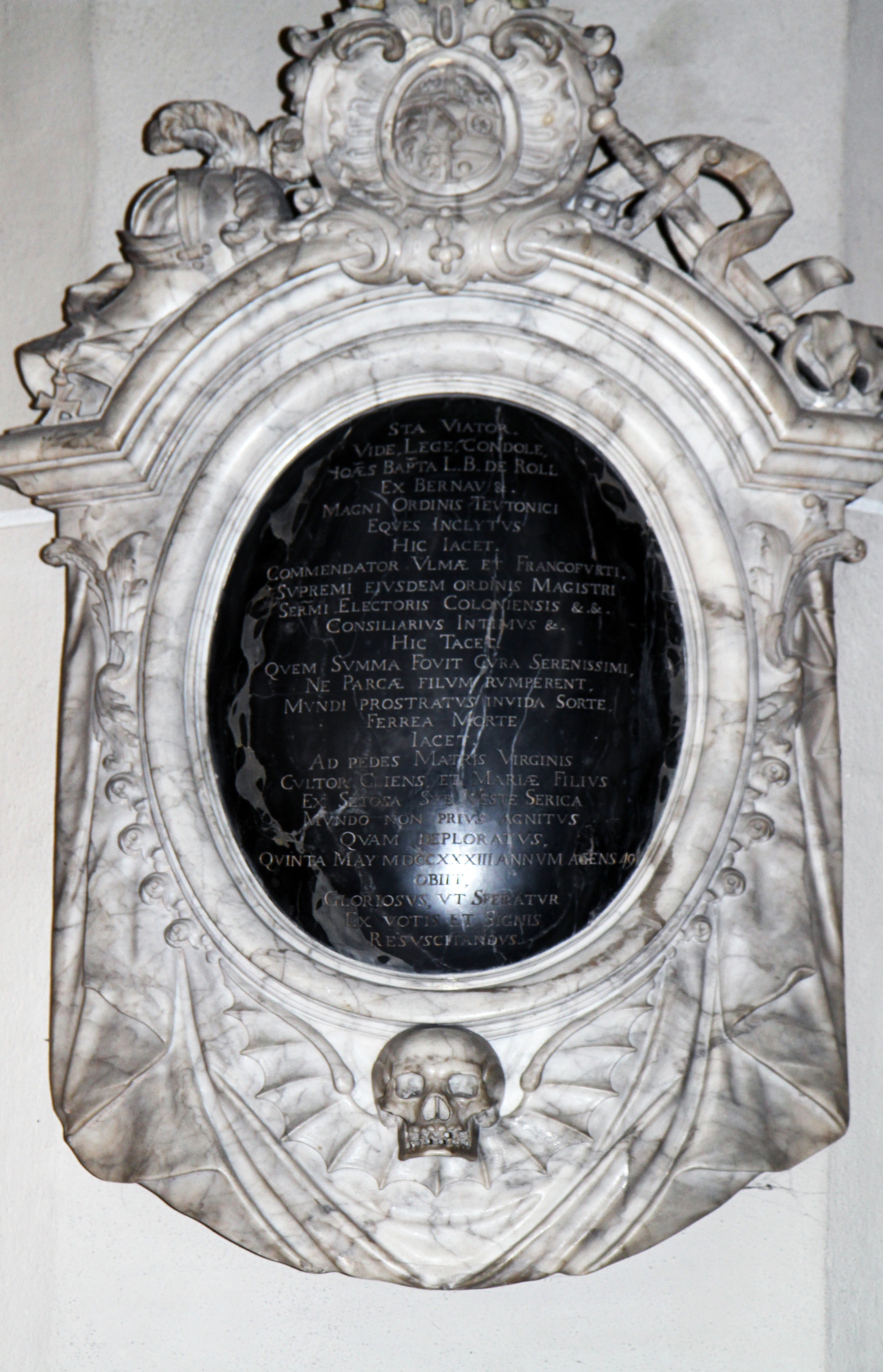
Marmor-Epitaph

## Orgel

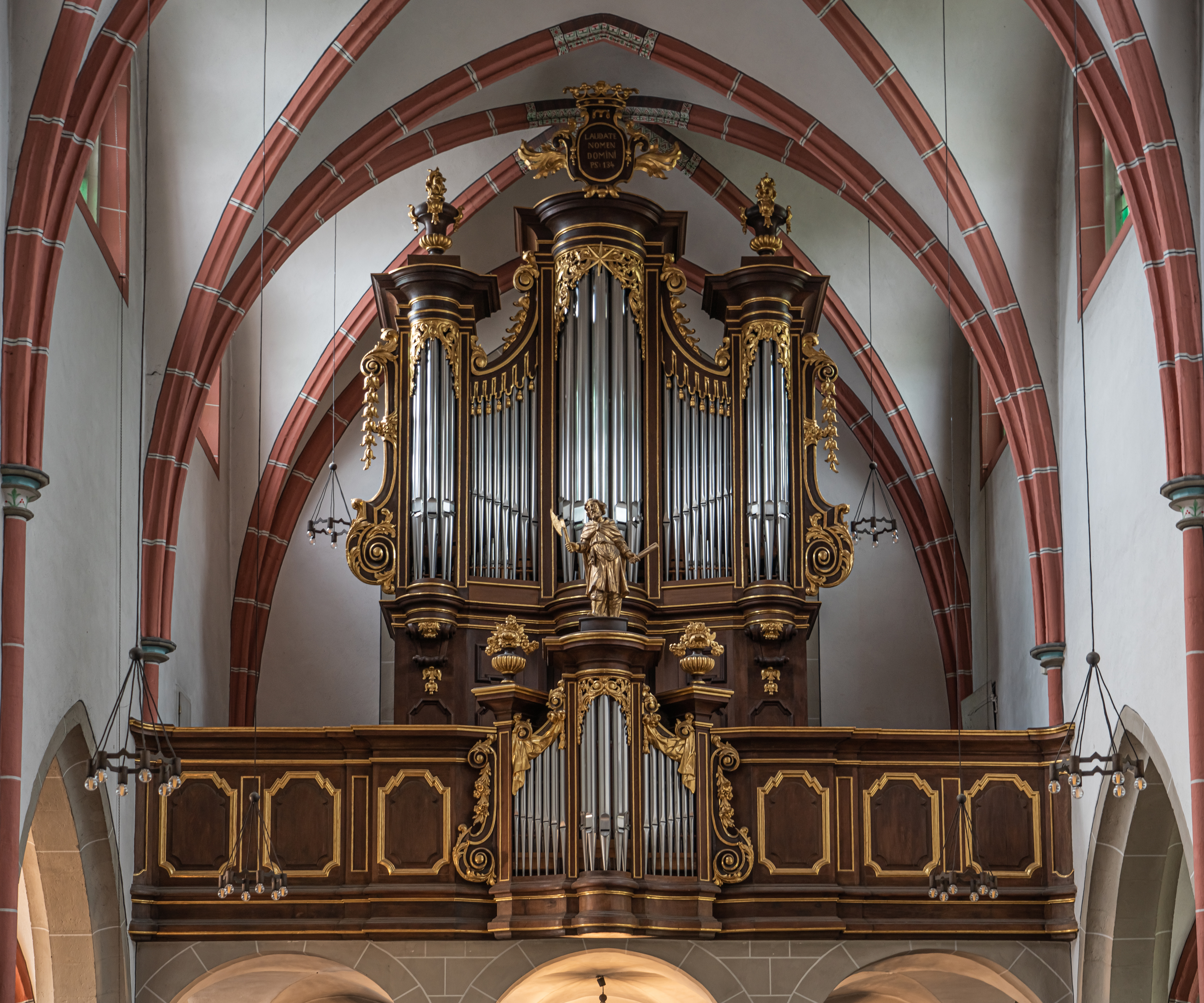
Barockorgel

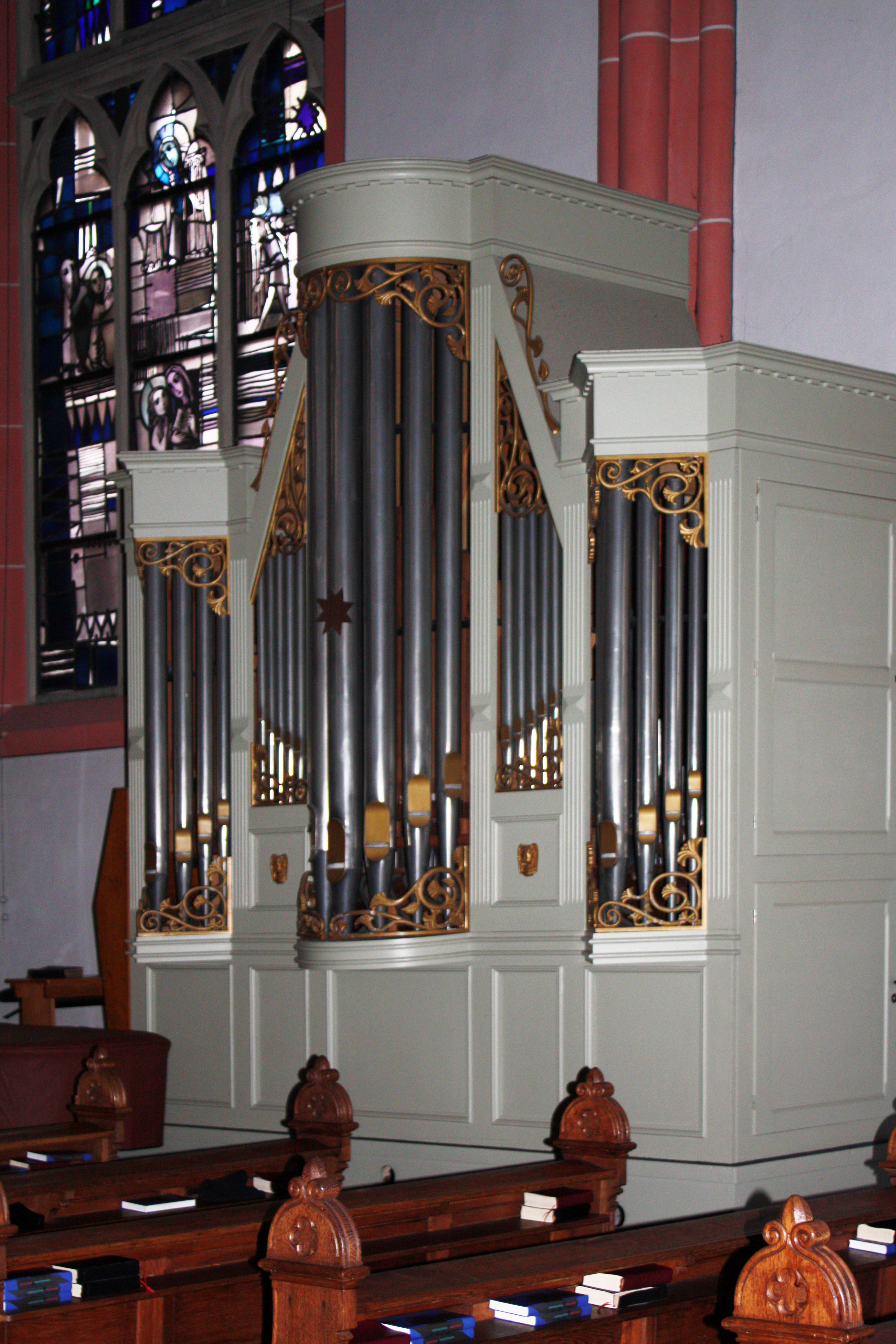
Chororgel

Das Gehäuse der um 1730 gebauten Barockorgel wurde 1907 durch den Orgelbauer Klais umgerüstet und erhielt eine pneumatische Kegelladenorgel mit zwei Manualen und Pedal. Nach dem Zweiten Weltkrieg erfolgten zunächst einige Änderungen des Instruments durch die Firma Klais und im Jahr 1972 die Elektrifizierung der Orgel durch das niederländische Orgelbauunternehmen Verschueren. 1996 erneuerte sie Hans Gerd Klais im historischen Gehäuse unter Verwendung originaler Register. Sie besitzt drei Manuale und 34 Register. Das Instrument steht auf einer steinernen Empore von 1728, die auf drei Arkaden aus Trachyt ruht.
Eine weitere Orgel, die 1901 von der niederländischen Firma Johan Frederik Kruse aus Leeuwarden für die Sint-Annaland-Kerk in der Provinz Zeeland gebaut wurde, hat Orgelbaumeister Piet Kabout erworben und mit einem neuen Spieltisch ausgestattet. Es ist eine mechanische Schleifladenorgel mit 2 Manualen, jedoch sind alle Register nur über das erste Manual zu spielen. 1950 wurde das Instrument in der Pfarrkirche aufgestellt.

## Kirchenfenster
Alle Kirchenfenster bis auf das Fenster im Seiteneingang sind Bleiglasfenster mit Schwarzlotmalereien auf Antikglas.
Das Seiteneingangsfenster ist eine freie Komposition von Paul Weigmann und wurde 1960 aus Betonglas gefertigt.
Das Fenster im Seitenschiff zeigt Motive aus der Lauretanischen Litanei (Maria als Geheimnisvolle Rose, Kelch des Geistes, Elfenbeinener Turm). Es wurde 1994 von Herb Schiffer gestaltet.
Die Fenster im Chor, im Seitenchor, im Querschiff, im Obergaden, über dem Eingangsportal, in der Papst Johannes XXIII.-Kapelle sowie das Rosettenfenster im Querhaus sind ausnahmslos Werke von Hermann Gottfried aus den Jahren 1960 bis 1962. Es handelt sich zum großen Teil um freie Kompositionen. In einigen Fenstern griff Hermann Gottfried Bibelthemen auf. Hierbei handelt es sich im Einzelnen um die nachfolgenden Darstellungen.
Chorfenster
- Maria und Johannes unter dem Kreuz
- Christi Auferstehung und Christi Himmelfahrt

Querschiff-Fenster
- Frauengestalten aus dem Alten Testament (Eva, Judith, Rut und Ester)
- Szenen aus dem Marienleben in Anlehnung an die Sieben Freuden Mariens, u. a. Verkündigung, Heimsuchung, Christi Geburt, Himmelfahrt
- Szenen aus dem Marienleben in Anlehnung an die Sieben Schmerzen Mariens, u. a. Flucht nach Ägypten, Jesus im Tempel, Begegnung mit Jesus auf dem Kreuzweg
- Szenen aus dem Leben der Heiligen Margareta von Antiochien als Schutzpatronin der Bauern und der schwangeren Frauen sowie als Märtyrerin[8]

Im Innenraum wurde das Hauptschiff durch spitze Scheidbögen von den Seitenschiffen getrennt. Das Hauptschiff besitzt ein Kreuzrippengewölbe mit reliefierten Schlusssteinen, die auf schlanken Runddiensten ruhen. An einem der Dienste an der Nordseite befindet sich ein Löwenkopf. Die Seitenschiffe tragen überwiegend ebenfalls ein Kreuzrippengewölbe, lediglich ein zwei Joch breiter Bereich im Südschiff ist mit einem Sternengewölbe versehen. Das Querhaus ruht auf Rundpfeilern mit acht Diensten; oberhalb ist ebenfalls ein Sternengewölbe. Die Raumausmalung stammt aus dem Jahr 1963.